# Петреску, Чезар
Чезар Петре́ску (рум. Cezar Petrescu, 1 декабря 1892, Ходора, Яссы — 9 марта 1961, Бухарест) — румынский писатель и журналист. Академик Румынской академии (1955).

## Биография
Основатель и редактор многих газет и журналов. Многолетний член Национал-царанистской партии и автор её печатных органов.
Находясь под влиянием творчества Оноре де Бальзака, намеревался составить цикл произведений, сопоставимый с «Человеческой комедией». В этих своих многочисленных романах Петреску даёт резко критический социальный анализ румынского буржуазного общества.
Романы должны были составить, по мысли автора, «румынскую хронику XX века».
Заявляет о себе как писатель с романом «Затемнение» (1927‒1928). Петреску ‒ автор трилогии «1907» (1938‒1943) о крестьянском восстании. В 1931 году Ч. Петреску пишет одно из лучших своих произведений, роман для детей и взрослых «Фрам — полярный медведь», переводившийся и на русский язык. Книга несколько раз экранизировалась. Произведение Петреску «Трое королей» (1934) способствовало укреплению культа личности Кароля II.
После освобождения страны от фашизма (1944), автор создал роман «Люди вчерашнего, сегодняшнего и завтрашнего дня» (1955), как бы сокращённый вариант «румынской хроники».
В том же году он удостаивается национальной премии в области художественной литературы. В 1952 году за своё драматургическое творчество, в частности за написанную в соавторстве с Михаилом Новиковым пьесу «Внуки горниста», писатель был удостоен Государственной премии РНР в области драмы. В 1955 году он был избран действительным членом Румынской академии.
Ч. Петреску написал более 70 романов, новелл, драматических произведений, занимался также научной фантастикой и мемуаристикой. Среди его романов также: «Затемнение» (1927, в русском переводе ‒ «Крушение», 1963), «Улица победы» (1931, в русском переводе 1972), «Уехал без адреса» (1932), «Чёрное золото» (1933, в русском переводе 1958), «Апостол» (1933, русский перевод 1958).
Переводил советских писателей: М. Горького, М. А. Шолохова, А. Н. Толстого и др.
Похоронен в Бухаресте на кладбище Беллу.

## Фото

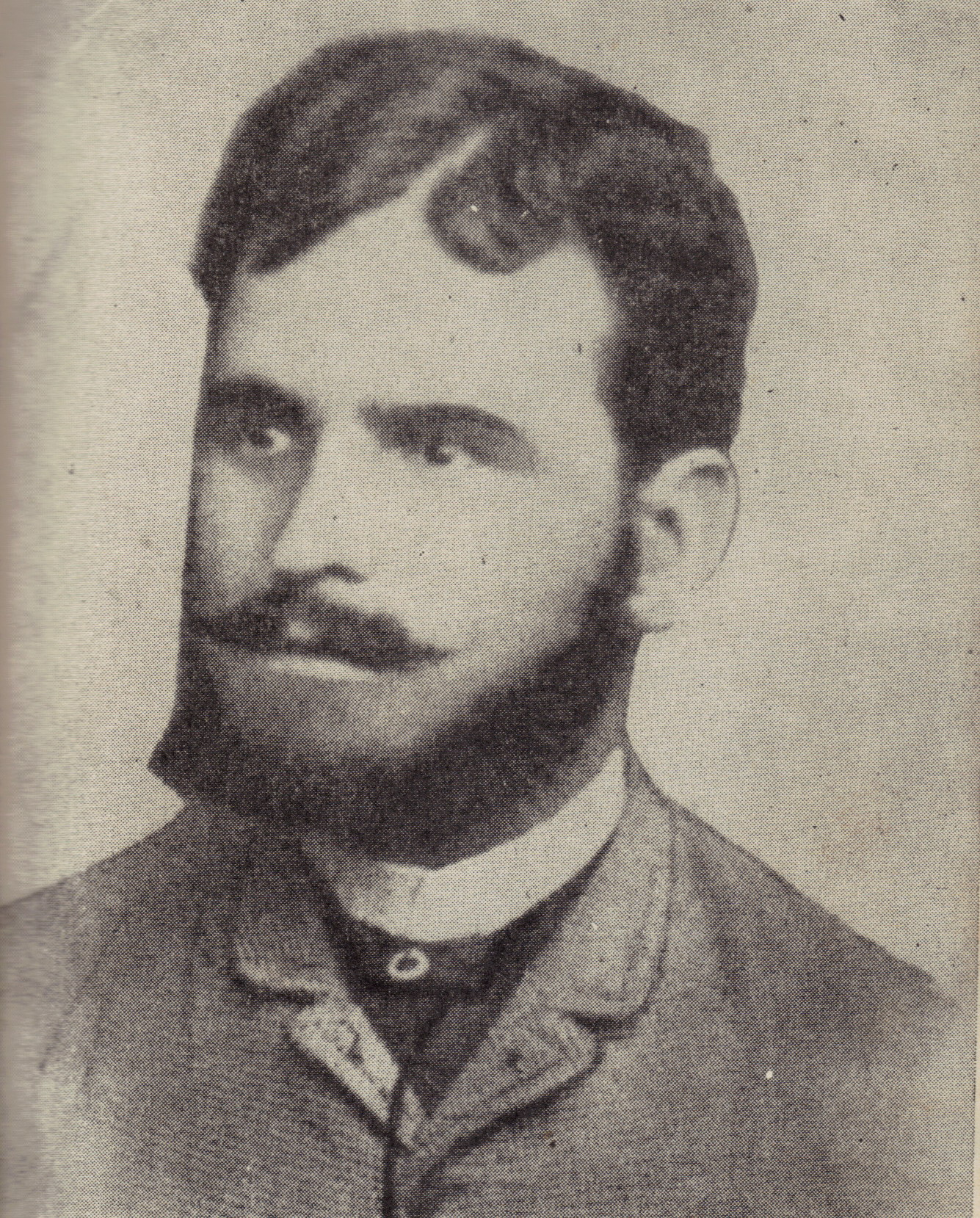
Профессор Дмитрий Петреску (1860-1907), отец писателя
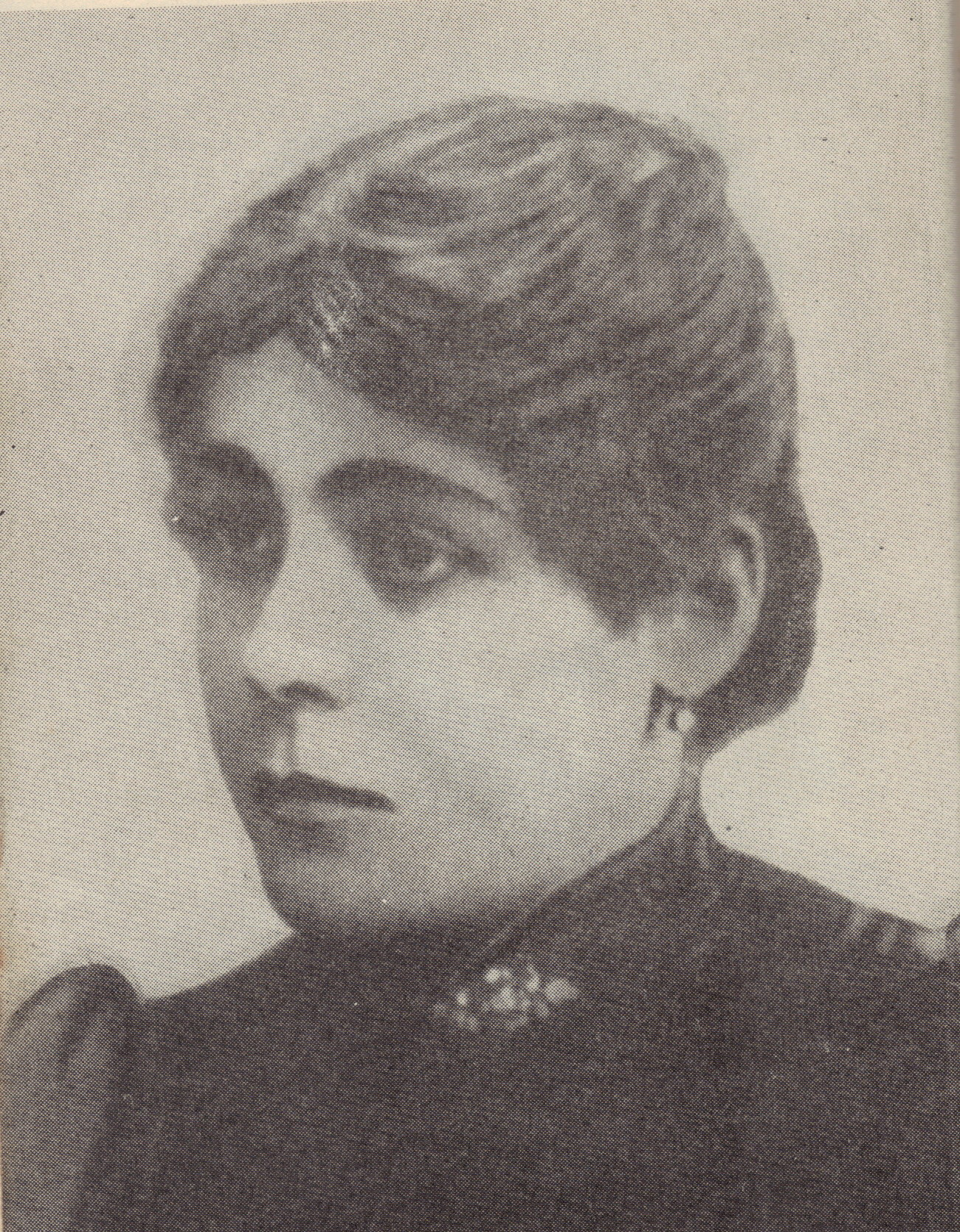
Ольга Комонита (1871–1956), мать писателя
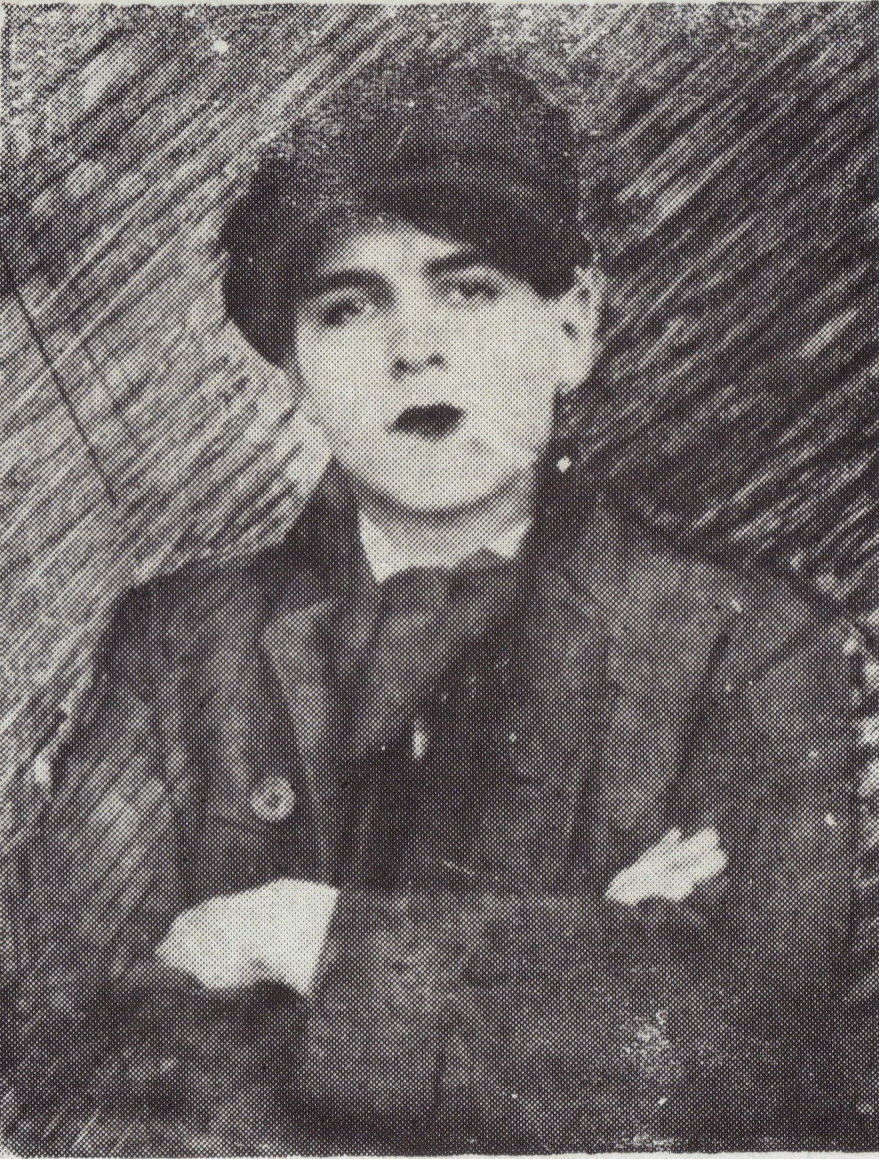
Чезар Петреску в средней школе
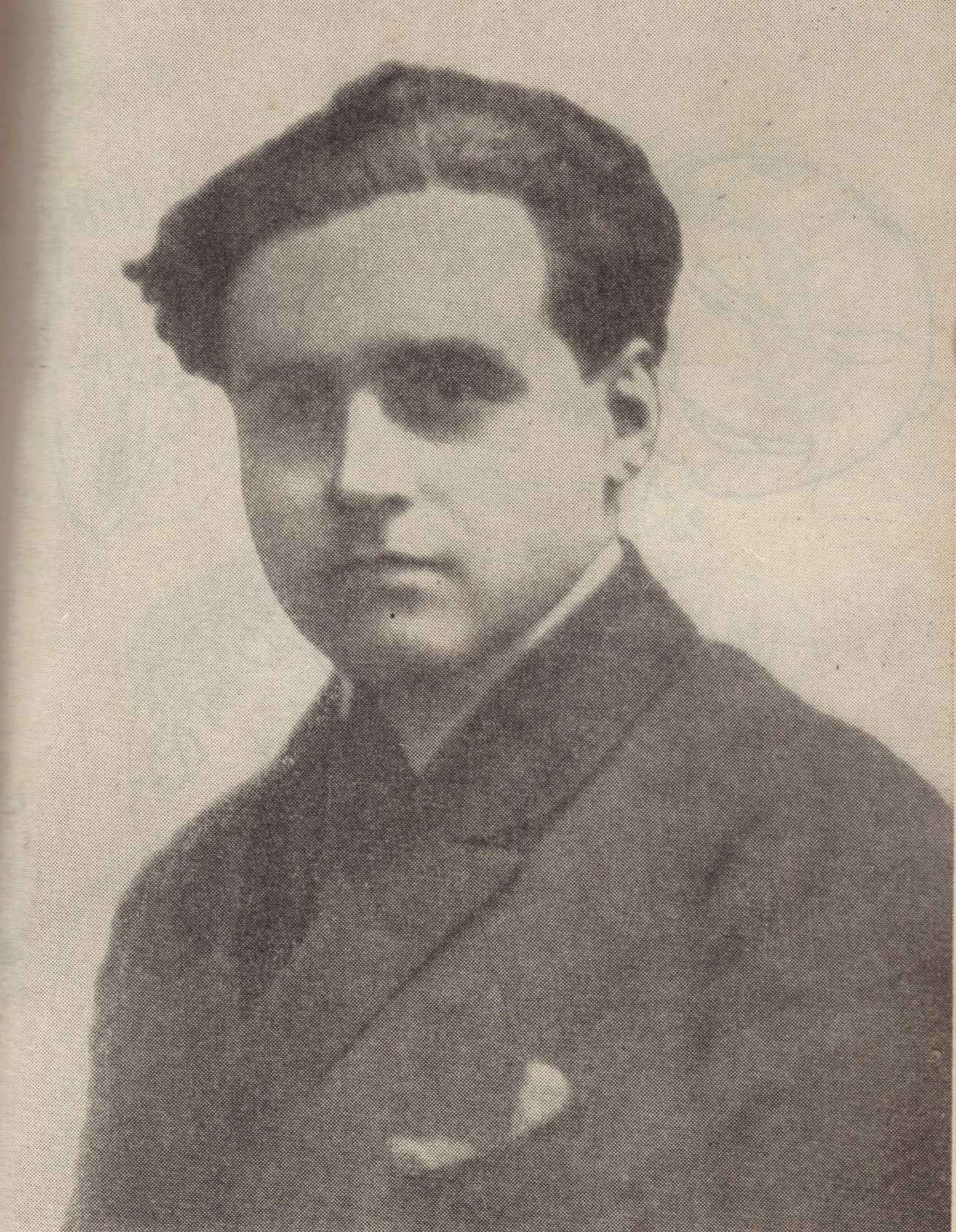
Чезар Петреску в возрасте 29 лет
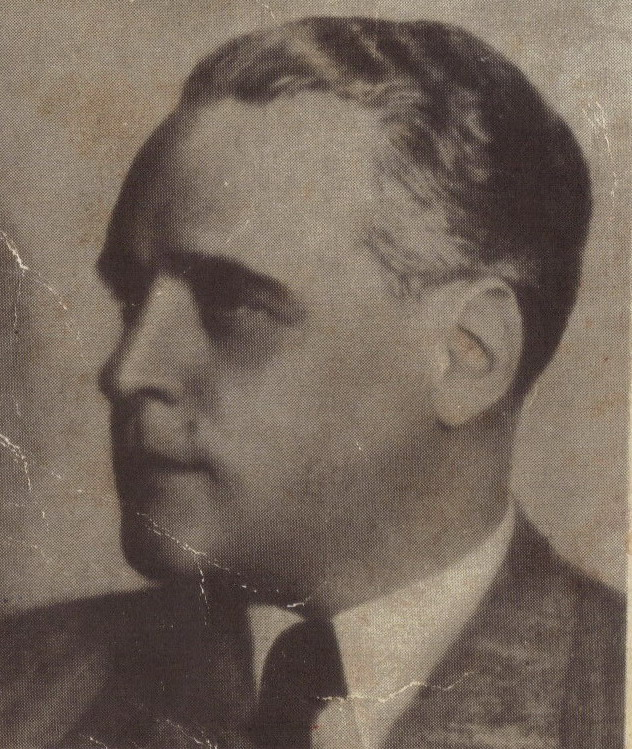
Чезар Петреску в зрелости
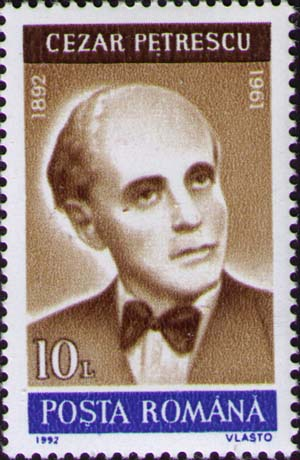
Чезар Петреску на почтовой марке 1992 года
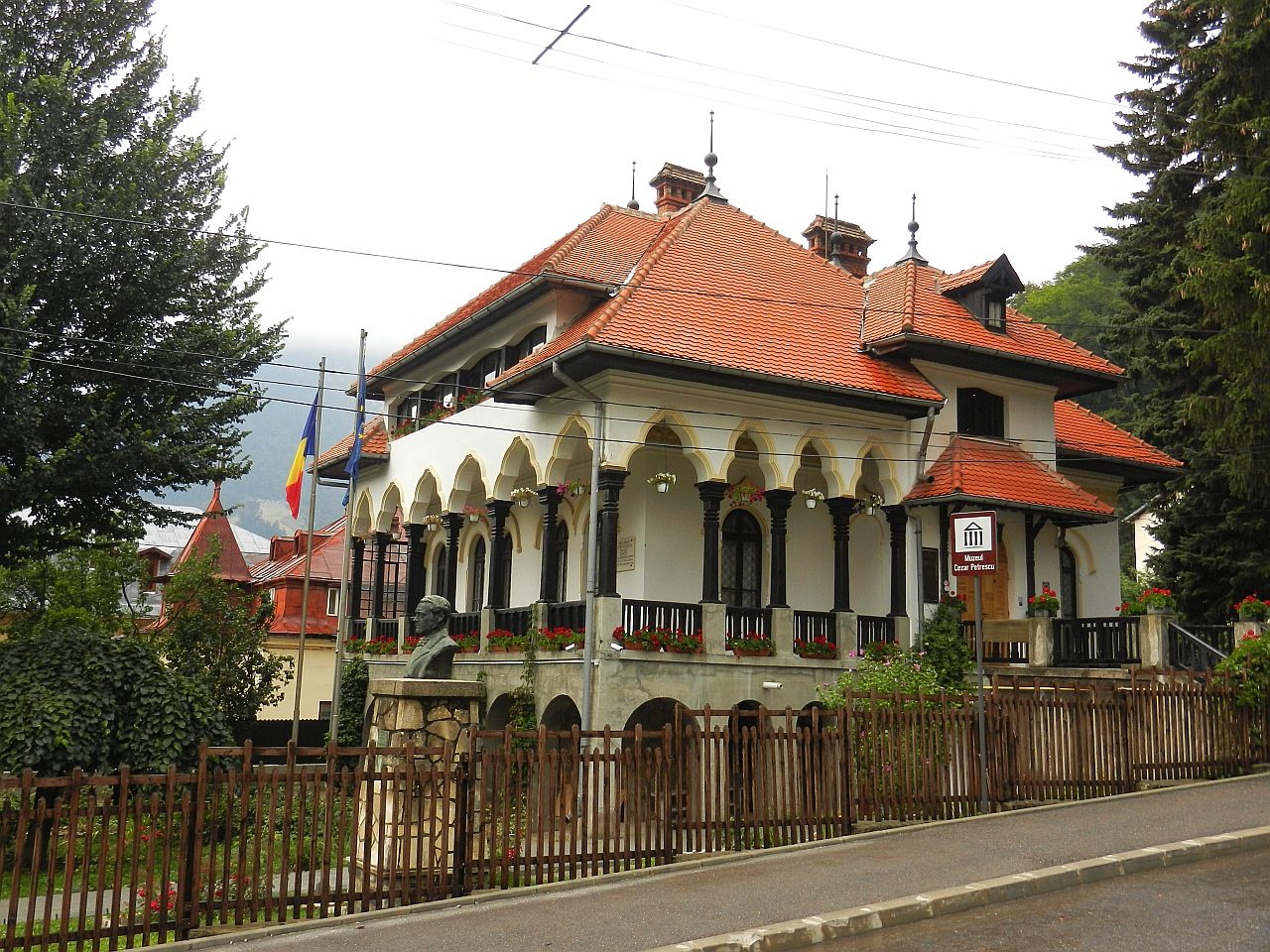
Мемориальный музей Чезара Петреску

## Сочинения
- La paradis general.‒ Miss România, [Buc.], 1970; в рус. пер. ‒ Карьера Видрана, [Бухарест], 1963.